# Desperate Housewives
Desperate Housewives (in Italia conosciuto anche come  Desperate Housewives - I segreti di Wisteria Lane) è stata una serie televisiva statunitense ideata da Marc Cherry e trasmessa dalla rete televisiva ABC dal 2004 al 2012.
Ambientata nel quartiere fittizio di Wisteria Lane, nella città immaginaria di Fairview, la serie tratta delle vite di sei casalinghe che combattono le loro battaglie domestiche sullo sfondo di molti misteri che sconvolgono l'apparente tranquillità della ricca periferia borghese americana. Il tono e lo stile combinano elementi di dramma, commedia, giallo, satira, e soap opera.
Con 180 episodi complessivi, Desperate Housewives è la serie con protagoniste femminili più longeva nella storia della televisione statunitense, battendo il record detenuto da Streghe. Insieme a Lost, Grey's Anatomy e C'era una volta, è inoltre considerato uno degli show che hanno riportato al successo la ABC,, classificandosi come uno dei più visti al mondo con un'audience complessiva di 120 milioni di spettatori e risultando, tra le commedie, la serie più vista a livello internazionale.
La serie, dapprima rifiutata da molte reti televisive, ha scalato la classifica degli ascolti sin dal primo episodio e ottenuto numerosi riconoscimenti. Quello delle "casalinghe disperate" (in inglese desperate housewives, appunto) è immediatamente diventato un fenomeno culturale che ha investito in primo luogo le attrici e gli attori della serie nonché la ABC. Cronaca impietosa dell'american way of life, la serie è divenuta un fenomeno mediatico senza precedenti, con spettatori eccellenti: anche l'allora first lady statunitense Laura Bush è arrivata a definire pubblicamente se stessa, e la second lady Lynne Cheney, come delle «casalinghe disperate».
Marc Cherry, l'ideatore della serie ha dichiarato: "Nell'aprile del 2002, ero assolutamente 'disperato'. Ero al verde, non riuscivo a ottenere nemmeno un colloquio per una sceneggiatura ed ero seriamente preoccupato per il mio futuro. Avevo appena compiuto quarant'anni e cominciavo a chiedermi se non fossi anch'io uno di quei poveri illusi che si aggirano per Hollywood convinti di essere sceneggiatori di talento quando tutto sta a dimostrare il contrario. Ma poiché ho una notevole dose di autostima [...] mi misi a scrivere la prima bozza di Desperate Housewives convinto che potesse dare una svolta alla mia vita. Ragazzi, se non avevo visto giusto!"

## Trama
La serie, durata 8 stagioni, narra le vicende di quattro casalinghe, vicine di casa e amiche. A partire dal suicidio di Mary Alice Young, le loro vite si intrecciano con intrighi, drammi e segreti che ognuna di loro custodisce.

### Prima stagione
Il quartiere residenziale di Wisteria Lane viene scosso dall'inaspettato suicidio di Mary Alice Young, amica e vicina di casa di Bree, Lynette, Susan e Gabrielle. La morte della donna lascia dietro di sé molti interrogativi, specialmente sul movente, che sembrano riguardare suo marito Paul Young e suo figlio Zach. Nel frattempo Bree lotta per salvare il suo matrimonio con Rex, Lynette fa fatica a tenere a bada i suoi figli irrequieti, Susan tenta di conquistare il nuovo vicino, Mike Delfino, e Gabrielle deve tenere nascosta la sua relazione extraconiugale al marito Carlos. Nel finale di stagione Rex muore avvelenato, Carlos viene a sapere dell'infedeltà della moglie, Tom viene licenziato e permette alla moglie Lynette di prendere il suo posto come capofamiglia e Mike si ritrova in pericolo quando Zach, che si scopre essere suo figlio biologico, gli punta addosso una pistola.

### Seconda stagione
A Wisteria Lane arrivano dei nuovi vicini, gli Applewhite, intenzionati a nascondere l'agghiacciante segreto che si cela fra le mura della loro casa. Bree, ora vedova, inizia a frequentare senza saperlo l'uomo che aveva avvelenato suo marito e successivamente deve inoltre affrontare il suo problema con l'alcolismo. Bree va agli alcolisti anonimi, ma continua a bere; incontra Peter, un "sesso dipendente" con cui avrà una relazione, che finisce quando Andrew, per indispettire la madre, va a letto con Peter. Bree abbandona il figlio in mezzo al nulla, per poi pentirsene. Carlos incontra suor Mary, una giovane e bella suora che fa di tutto per separarlo da Gabrielle; lui alla fine decide di rimanere con la moglie. Lynette torna nel mondo del lavoro e finisce per diventare il capo di suo marito Tom; Gabrielle decide di essere fedele a suo marito e i due si preparano ad avere un bambino. Gabrielle rimane incinta, ma perde il bambino, a causa di Caleb Applewhite, che la fa cadere giù dalle scale. Nel finale, Orson, un amico di Susan, investirà volontariamente Mike, per poi recarsi a casa di Bree con un mazzo di fiori.

### Terza stagione
Bree sposa Orson Hodge, il cui passato e coinvolgimento nel ritrovamento di un cadavere diventano il mistero della stagione. Orson fa ritornare a casa Andrew. A casa degli Scavo viene a vivere la figlia illegittima di Tom, il quale è inoltre deciso ad aprire una pizzeria. Gabrielle divorzia da Carlos, ma ritrova presto l'amore nel nuovo sindaco Victor Lang, interessato a lei per i voti dei latino-americani. Susan incontra un uomo inglese nello stesso ospedale dove è ricoverato Mike e se ne innamora; quando Mike si risveglia dal coma con un'amnesia, Edie Britt, vicina e rivale di Susan, gli fa credere di essere la sua fidanzata. Successivamente la donna intraprende una relazione con Carlos, assecondando il suo desiderio di avere un figlio, mentre Susan dovrà scegliere tra Mike e il nuovo fidanzato, che le ha chiesto di sposarlo.

### Quarta stagione
A Wisteria Lane torna a vivere dopo dodici anni di assenza Katherine Mayfair, che nasconde un segreto sulla sua famiglia. Lynette combatte contro il cancro; Bree finge di essere incinta per coprire la gravidanza della figlia Danielle; Gabrielle inizia una relazione extraconiugale con il suo ex marito, Carlos, finché Victor non scopre la cosa costringendo ad un gioco di nervi tra i tre; quando un tornado investe la città, Victor muore infilzato dal paletto di una staccionata e Carlos perde la vista. Susan e Mike sono felicemente sposati e scoprono di aspettare un bambino. Una coppia gay di Chicago, Lee e Bob, viene a vivere nel vicinato. Nel finale un flashforward datato cinque anni dopo vede Bree come una scrittrice di successo, Gabrielle diventata madre di due bambine, Susan a casa con un altro uomo e i figli di Lynette, Porter e Preston, sono ormai diventati adolescenti e si cacciano spesso nei guai.

### Quinta stagione
Edie Britt torna a Wisteria Lane con un nuovo marito, Dave Williams, del quale la signora McCluskey non si fida e per questo farà di tutto per neutralizzarlo. Susan è impegnata ad essere una madre single e ad avere una relazione segreta con il giovane Jackson, mentre Mike inizia a frequentare Katherine, e infine le chiede di sposarlo. Lynette e Tom scoprono che uno dei gemelli, Porter, sta avendo una relazione con la madre di un suo amico, mentre Gabrielle si occupa delle due bambine e di Carlos, che ha perso la vista nella stagione precedente. Orson, sentendosi poco curato da Bree, diventa un cleptomane compulsivo. Edie rimane uccisa nel tentativo di fuggire da Dave, che si scopre essere alla caccia di Susan e Mike, che hanno ucciso sua figlia e moglie in un tragico incidente stradale. Nel finale, Susan e MJ vengono salvati da Mike; Dave tenta il suicidio, ma fallisce e viene rinchiuso in un istituto psichiatrico. In un flashforward di pochi mesi più avanti, Mike è in procinto di sposare una donna sull'altare, mentre Bree ha iniziato una relazione extraconiugale con Karl, l'ex marito di Susan.

### Sesta stagione
Il mistero della sesta stagione riguarda i Bolen, una nuova famiglia trasferitasi a Wisteria Lane. Il quartiere è colpito da un assassino seriale, che uccide le proprie vittime strangolandole. Mike è ora sposato con Susan e questo provoca a Katherine un crollo psicologico; la relazione extraconiugale di Bree finisce in tragedia quando Karl rimane ucciso in un incidente; Lynette è incinta di due gemelli, ma ne perderà uno; Gabrielle fatica a gestire la nipote adolescente di Carlos, Ana, che ora vive a casa loro, soprattutto quando si fidanza con Danny Bolen. Ana viene presto spedita a New York con delle opportunità per fare la modella, mentre a Danny a fine stagione viene data l'opportunità di raggiungerla e continuare i suoi impegni.
Lynette, dopo aver ospitato in casa sua Eddie, capirà che era lui l'assassino seriale. Eddie quindi la tiene in ostaggio ed è obbligato ad aiutare Lynette a partorire.
La famiglia Bolen subisce una serie di brutti eventi causati dall'ex di Angie, Patrick. Quest’ultimo, dopo aver tentato di uccidere il marito di Angie, l'ha sequestrata e obbligata a costruire una bomba, che si rivela la loro salvezza.
Katherine inizia a ospitare una spogliarellista, Robin, in casa sua, per far fronte alle spese e capirà di provare per lei forti sentimenti, che le spingeranno a volersi trasferire altrove per poter provare la loro relazione.

### Settima stagione
Felicia Tillman, del cui apparente omicidio era stato accusato Paul Young, viene trovata ed arrestata dalla polizia per aver finto la propria morte. L'uomo, che nel frattempo si è sposato con Beth, una donna che ha conosciuto mentre era in prigione, viene liberato e fa ritorno a Wisteria Lane. Susan scopre che casa sua è stata affittata da Lee a Paul Young appena scarcerato.
Si scopre inoltre che alla nascita di Juanita due bambine sono state scambiate di culla, per cui la bambina non è la vera figlia dei Solis.
Bree invece confessa a Gabrielle che suo figlio anni prima aveva investito la madre di Carlos. Renee Perry, una ricca newyorkese amica di Lynette ai tempi del college, divorzia dal marito e si trasferisce nella casa che era stata di Edie. Susan, costretta insieme al marito a vivere in un povero appartamento e a risparmiare per poter tornare a vivere nella loro casa in periferia, inizia a lavorare per una sua vicina di casa, Maxime, che gestisce un sito web erotico.
Bree viene lasciata da Orson e inizia a frequentare Keith, un giovane manovale che ha assunto per ristrutturare la casa. L'uomo è però in seguito costretto a lasciarla per trasferirsi in Florida e poter stare con suo figlio, avuto da una relazione precedente.
Paul Young crea tensioni nel quartiere tanto da far scatenare una rivolta che sfocia in violenza. Nel caos, Susan cade a terra calpestata dalla folla; la donna viene ricoverata all'ospedale e necessita urgentemente di un trapianto di rene. Beth, cacciata di casa dal marito, si suicida in ospedale in modo da poter donare a Susan il suo. Inizialmente Paul si oppone, perché si accorge di amare Beth nonostante tutto, ma poi acconsente; Felicia Tillman, messa in libertà per motivi umanitari dopo la morte della figlia Beth, tenta di avvelenare Paul ma grazie a Susan fallirà nel suo intento. Paul, una volta salvo decide di confessare l'omicidio di Marta Huber, mentre Felicia, in fuga, ha uno scontro frontale con un camion.
A seguito dell'apparizione di una pistola che ha sparato a Paul Young dopo la rivolta del quartiere, Bree conosce Chuck Vance, poliziotto separato in attesa di divorzio; la pistola apparteneva a Mary Alice Young, e quando Paul la riconosce capisce chi gli ha sparato: suo figlio Zack, ora povero e tossicodipendente. Guidato da Mike alla sua abitazione, Paul decide di farlo disintossicare in una clinica.
Carlos e Gabrielle conoscono i genitori di Juanita e la loro figlia biologica, la piccola Grace (che mostra già segni del carattere impossibile di Gabrielle); inizialmente le bambine vengono tenute all'oscuro della cosa, ma in seguito Juanita scopre che Carlos e Gabrielle non sono i suoi veri genitori; quando la famiglia di Grace viene espulsa perché immigrati clandestinamente, Gabrielle ha un crollo e si rifiuta di parlare con una psichiatra, finché Carlos non intuisce che tutto è legato ad un segreto che la moglie si porta dentro da anni e che ha rivelato solo a lui: il patrigno di Gabrielle la molestò da bambina. L'uomo, che tutti credevano morto, si presenta a Wisteria Lane con lo scopo di farle nuovamente del male e Gabrielle si procura anche una pistola per difendersi; durante la cena itinerante nell'ultima puntata, il patrigno aggredisce la donna; Carlos, tuttavia, riesce a fermarlo in tempo, uccidendo l'uomo per legittima difesa. Gabrielle e le sue amiche, temendo che egli possa essere arrestato in quanto pregiudicato, nascondono il corpo e mentono sull'accaduto.
Tra Lynette e Tom il rapporto precipita, tanto che lui se ne va di casa.

### Ottava stagione
Le casalinghe aiutano Carlos nell'occultamento del cadavere del patrigno di Gabrielle, seppellendolo nel bosco e giurando di mantenere il segreto: il fardello è però molto pesante e finisce per ripercuotersi sulle vite delle quattro donne. Susan tenta di distrarsi iscrivendosi al corso di pittura del maestro Zeller, ma finisce per dipingere una tela che la raffigura mentre con le sue amiche sotterra il cadavere: per liberarsi definitivamente del peso va a parlare con la moglie e la figlia del defunto, scoprendo ulteriori ombre del suo passato. Deve inoltre affrontare la gravidanza di Julie, messa incinta da Porter Scavo, cercando di dissuaderla dall'idea di dare la bambina in affidamento.
Carlos comincia a bere per lenire i sensi di colpa e, mentre si trova ricoverato in clinica per disintossicarsi, Gabrielle si prodiga per sostituirlo al lavoro. Carlos torna dalla clinica con l'intenzione di cambiar vita e abbandonare il ruolo di potere che ha sempre occupato, così Gabrielle è costretta a buttarsi nel mondo del lavoro e trova occupazione come personal shopper.
Lynette deve affrontare la separazione da Tom e la sua nuova compagna Jane, continuando a domandarsi se non stiano commettendo un errore nel buttare all'aria il loro matrimonio, così prova a riconquistarlo, scatenando la gelosia di Jane che chiede a Tom di consegnare a Lynette le carte per il divorzio e chiudere con lei una volta per tutte.
Bree capisce che la relazione con il detective Chuck Vance è pericolosa, soprattutto quando gli viene assegnato il caso del cadavere: Bree lo lascia ma Chuck le promette vendetta. Chuck arriva alla soluzione del caso, ma viene investito da una macchina e muore sul colpo: Bree comincia a ricevere lettere minatorie esattamente come accadde a Mary Alice. Il segreto è troppo pesante e porta il gruppo delle casalinghe a spaccarsi: Bree, autoproclamatasi presidente del "comitato del cadavere", si ritrova da sola e sprofonda di nuovo nell'alcolismo: inizia a cambiare completamente carattere, riducendosi ad abbordare uomini nei locali, e arrivando anche a sfiorare il suicidio. Si riprende dal suo periodo buio grazie all'aiuto di Orson che incontra casualmente fuori a un bar.
Renee si fidanza con il nuovo abitante di Wisteria Lane, l'ingegnere edile australiano Ben, ma scopre che la vuole sposare solo per ripianare i suoi debiti con gli strozzini, necessari per avviare la sua attività proprio nel bosco dove è seppellito il cadavere. Mike si intromette negli affari di Ben, dato che è stato assunto da questo, e viene ucciso da Donnie, uno strozzino che stava perseguitando Renee, nonostante lei avesse saldato i debiti di Ben, proprio sotto gli occhi di Susan.
Bree nella stanza di Orson vede una loro foto mentre portano il cadavere in macchina, e capisce che è stato lui dall'inizio a mandarle le lettere e ad aver ucciso Chuck. In una chiamata fra Orson e Bree, Orson insinua di suicidarsi e dà l'addio a Bree. Subito dopo si vede la scena di Orson che manda una lettera al dipartimento di polizia. Bree a questo punto è accusata di aver ucciso il patrigno di Gabrielle, ma Karen, ormai morente visto che le è tornato il tumore, decide di prendersi la colpa e confessarsi artefice dell'assassinio del patrigno, successivamente le accuse a Bree vengono ritirate, e Karen, data l'età e le sue condizioni di salute, non viene accusata; il caso, così, si chiude al meglio. Tom si rende conto che è ancora innamorato di Lynette così tornano insieme. A Wisteria Lane c'è il ritorno di Katherine, che offre un lavoro a Lynette a New York. Julie dà alla luce la sua bimba, Karen muore a causa del tumore, Renee e Ben si sposano, Gabrielle apre un suo sito di moda e si trasferisce con Carlos in California, Lynette accetta il lavoro come dirigente a New York, dove, insieme a Tom, comprerà un attico con vista su Central Park. Bree si sposa con il suo avvocato e cambia quartiere. Diventa presidentessa di un partito repubblicano, per poi dedicarsi alla politica. Ma la prima ad andar via dal quartiere, dopo un'ultima partita a poker, è Susan, che, prima di andarsene, fa un giro di Wisteria Lane, e ha l'impressione di essere osservata dai fantasmi di tutte le persone ormai decedute che hanno fatto parte del quartiere, da Mike a Mary Alice, la donna da cui tutto ebbe inizio. Ed è proprio dalle parole di quest'ultima che capiamo che le protagoniste non si rivedranno mai più e che "anche la vita più disperata, è una cosa meravigliosa".

## Episodi

Mappa di Wisteria Lane

La serie è stata distribuita in molte parti del mondo e doppiata in varie lingue. La prima stagione è stata trasmessa in anteprima negli Stati Uniti sul canale ABC dal 3 ottobre 2004. La serie in totale è composta da 180 episodi suddivisi in otto stagioni, è andata in onda fino al 2012, anno della messa in onda della stagione finale.
| Stagione         | Episodi | Prima TV USA | Prima TV Italia |
| ---------------- | ------- | ------------ | --------------- |
| Prima stagione   | 23      | 2004-2005    | 2005            |
| Seconda stagione | 24      | 2005-2006    | 2006            |
| Terza stagione   | 23      | 2006-2007    | 2007            |
| Quarta stagione  | 17      | 2007-2008    | 2007-2008       |
| Quinta stagione  | 24      | 2008-2009    | 2008-2009       |
| Sesta stagione   | 23      | 2009-2010    | 2009-2010       |
| Settima stagione | 23      | 2010-2011    | 2010-2011       |
| Ottava stagione  | 23      | 2011-2012    | 2011-2012       |

### Misteri
Ogni stagione presenta un mistero legato ad un personaggio.
| Stagione | Personaggio misterioso                                                        | Ragione del mistero |
| -------- | ----------------------------------------------------------------------------- | --- |
| 1        | Mary Alice Young                                                              | Mary Alice si suicida a causa di una lettera minatoria inviatale da Martha Huber. Lo fa perché tormentata dal senso di colpa per aver ucciso la madre biologica di suo figlio Zach, che voleva portarglielo via. |
| 2        | Betty Applewhite                                                              | Betty tiene rinchiuso nello scantinato Caleb, il figlio mentalmente instabile, creduto da tutti colpevole dell'omicidio dell'ex fidanzata del fratello Matthew. Si scopre poi che il vero assassino era proprio Matthew. |
| 3        | Orson Hodge                                                                   | Orson sposa Bree e si trasferisce a Wisteria Lane, ma iniziano a circolare delle voci che accusano Orson delle morti della sua prima moglie Alma e della sua amante Monique. Quando si scopre che Alma è ancora viva, si viene a sapere che era stata sua madre Gloria a uccidere Monique per mania religiosa. |
| 4        | Katherine Mayfair                                                             | Katherine ritorna dopo molti anni a Wisteria Lane insieme al suo nuovo marito Adam e a sua figlia Dylan, la quale non ricorda nulla del suo passato nel quartiere. Si scopre poi che i Mayfair si sono nuovamente trasferiti a Wisteria Lane a causa di una relazione di Adam e che Dylan non ricordava nulla perché è stata adottata da Katherine dopo la tragica morte della vera Dylan, vittima di un incidente (un armadio le era caduto addosso uccidendola) che ha causato la rocambolesca fuga di Katherine da Wisteria Lane. |
| 5        | Dave Williams                                                                 | Edie ritorna a Wisteria Lane nella sua vecchia casa con il suo nuovo marito, Dave Williams. Dave è particolarmente interessato al quartiere in quanto desidera vendicarsi del suo vicino Mike, responsabile della morte di sua moglie e sua figlia in un incidente stradale. In particolare, vuole privarli di loro figlio MJ. Dave in seguito uccide il suo psicanalista e provoca un incendio in un bar in cui c'è Mike e qualche giorno dopo chiude MJ in macchina su una superstrada per far sì che Mike, accorrendo a tutta velocità, si scontri con lui. All'ultimo momento, Dave ha un ripensamento e fa scendere MJ prima dell'impatto e finisce rinchiuso in un ospedale psichiatrico. |
| 6        | Angie Bolen                                                                   | L'italo-americana Angie Bolen si trasferisce a Wisteria Lane con la sua famiglia, comprando la casa degli Young. Si scopre poi che in gioventù aveva conosciuto un certo Patrick Logan che l'aveva convinta a prender parte a una protesta per la salvaguardia dell'ambiente, durante la quale un uomo era stato ucciso. Nick, che allora era un agente dell'FBI, l'aveva aiutata poi a fuggire da Patrick Logan, assumendosi il compito di crescere il bimbo di Angie come se fosse suo. Devono quindi spostarsi continuamente e nascondere le loro identità per non essere scovati dall'FBI e da Logan, che vorrebbe sicuramente vendetta per essere stato "derubato" del proprio figlio. Patrick riesce a trovare Angie e la costringe a costruire una bomba con cui far esplodere la casa, ma Angie piazza la carica nel detonatore così che a esplodere sia Patrick. |
| 7        | Paul Young                                                                    | Paul Young, a dieci anni dal suo arresto per il presunto omicidio di Felicia Tilman, torna libero non appena la polizia scopre che in realtà quest'ultima è viva e l'aveva incastrato per farlo finire in galera. Mentre Felicia, ancora determinata a vendicare la morte della sorella, finisce a sua volta in carcere, Paul decide di fare ritorno con la sua nuova moglie nel suo vecchio quartiere, andando ad abitare nella casa che i Delfino, in difficoltà economiche, hanno messo in affitto. Ma presto si scoprirà che il ritorno di Paul non è casuale. L'uomo ha un piano ed è determinato a vendicarsi degli amici che l'hanno tradito e abbandonato anni prima mettendo gli uni contro gli altri. |
| 8        | Carlos Solis, Gabrielle Solis, Bree Van de Kamp, Lynette Scavo, Susan Delfino | In questa stagione non c'è un segreto da svelare, bensì uno da nascondere. Carlos si è macchiato dell'omicidio del patrigno di Gabrielle (che aveva abusato della donna quando lei era solo una bambina) e le quattro casalinghe collaborano all'occultamento del cadavere. L'uomo viene seppellito nella foresta, con la speranza che nessuno venga mai a scoprire che cosa è accaduto. Ma qualcuno conosce la verità e non esita a spedire a Bree una lettera che riporta le stesse identiche parole di quella che Mary Alice aveva ricevuto numerosi anni prima. Il mandante della lettera si scoprirà essere Orson, che tenta disperatamente di riconquistare Bree e che, vistosi rifiutato, denuncia la ex moglie alla polizia. Bree verrà messa sotto processo e, in un inaspettato colpo di scena, verrà salvata dalla confessione di Karen McCluskey. L'anziana signora, ormai in fin di vita, decide di addossarsi la colpa dell'omicidio e liberare così le sue amiche e Carlos da questo terribile fardello. |

### Episodi disastri
Dalla terza alla settima stagione è presente almeno un episodio disastro, uno speciale in cui muore uno dei personaggi principali o ricorrenti. Sono tutti tra il 7º e 10º episodio.
Nell'ottava stagione non c'è stato un vero e proprio episodio disastro, anche se risulta particolarmente importante la morte di uno dei personaggi principali nel 16º episodio.
| Stagione | Numero episodio | Disastro              | Spiegazione disastro | Effetti |
| -------- | --------------- | --------------------- | --- | --- |
| 3        | 7 (54)          | Condizione d'ostaggio | Bang: Carolyn Bigsby, una vecchia vicina di Orson, scopre da Bree che suo marito Harvey l'aveva tradita con Monique Polier. Su tutte le furie si presenta nel supermercato di proprietà di Harvey, intenzionata a sparargli. Essendoci però alcuni clienti, tiene in ostaggio tutti i presenti, tra cui Lynette, Nora, Edie, Julie e Austin. Dopo aver ucciso Nora e ferito Lynette, Carolyn viene a sua volta uccisa da un ostaggio. | - Nora Huntington (morte) - Carolyn Bigsby (morte) - Lynette (ferita) |
| 4        | 9 (79)          | Tornado               | Quando s'alza il vento: Un tornado si abbatte su Wisteria Lane. Gli Hodge non possono accedere al loro rifugio a causa di Sylvia Greene, la stalker ed ex amante di Adam Mayfair, rintanatasi in casa loro e che alla fine muore risucchiata dal tornado. Gabrielle e Edie si rifugiano in un'intercapedine, mentre Carlos perde la vista e Victor rimane ucciso. Gli Scavo si rifugiano nella cantina della signora McCluskey ma il tornado distrugge la casa e Ida rimane uccisa per proteggere i figli di Lynette. | - Victor Lang (morte) - Ida Greenberg (morte) - Sylvia Greene (morte) - Carlos Solis (cecità) - Casa di Bree Hodge (semi-distrutta) - Casa di Karen McCluskey (distrutta)                                                                         |
| 5        | 8 (95)          | Incendio              | Inferno di fuoco: Gli uomini di Wisteria Lane (Carlos, Mike, Tom, Orson e Dave) si esibiscono nell'annuale "Battaglia della band". Dopo aver ucciso il suo psichiatra, Dave dà fuoco all'intero locale per coprire la morte del medico. Molti rimangono uccisi, mentre Mike esce stordito dal fumo. In ospedale, un esame medico rivela a Carlos che può recuperare la vista. | - Dr. Heller (crematura) - Mike Delfino (semi-soffocamento) - Jackson Braddock (semi-soffocamento) - Orson Hodge (rottura del naso) - Carlos Solis (recupero della vista) - Porter Scavo (accusa di piromania) - Molti clienti del locale (morte) |
| 6        | 10 (121)        | Schianto aereo        | Buon Natale: È Natale a Wisteria Lane. Karl ha ingaggiato una coppia di aviatori per far scrivere in cielo "Bree, vuoi sposarmi? Ti amo, Karl". Il pilota muore d'infarto durante il volo e la moglie, costretta a prendere il comando dell'aereo senza però essere capace di guidarlo, lo fa precipitare sul viale di Wisteria Lane. Mona Clarke viene presa in pieno da un'ala del velivolo, che si schianta definitivamente nel "laboratorio di Babbo Natale", al cui interno ci sono Orson, Karl e Bree. Le vittime finali sono Karl e Mona Clarke, che moriranno in ospedale, mentre Lynette, gettatasi a salvare Celia Solis, perde uno dei gemelli che aspetta nella caduta. Orson, anche se fuori pericolo, perde l'uso delle gambe. Curiosamente, l'incidente è stato provocato da un aereo della fittizia compagnia aerea Oceanic, la quale è anche la compagnia aerea dell'aereo dell'incidente di cui sono vittime i personaggi di Lost. | - Karl Mayer (morte) - Mona Clarke (morte) - Orson Hodge (rimasto paralitico dalle gambe in giú) - Patrick Scavo (abortito spontaneamente) - Piloti dell'aereo (morte)                                                                            |
| 7        | 10 (144)        | Rivolta               | Rivolta di quartiere: Paul Young invita il sindaco di Fairview all'inaugurazione del suo centro di recupero per ex-detenuti. Gli abitanti del quartiere organizzano una manifestazione di protesta, che degenera quando Bree spara un colpo in aria per difendere Keith, attaccato dalla folla che lo scambia per un ex-detenuto. Susan viene sommersa dalla calca e sviene a terra; nell'incidente un suo rene risulta compromesso, quindi Susan entra in attesa di un trapianto e si sottopone a un ciclo di dialisi. Bob e Lee si rifugiano in macchina con Juanita e vengono salvati da Gabrielle e Carlos. La notte dopo la protesta, qualcuno sparerà a Paul Young. | - Paul Young (tentato omicidio) - Susan Mayer (perdita di un rene) - Keith Watson (tentato omicidio) |

## Personaggi e interpreti

### Le protagoniste
- Susan Mayer (stagioni 1-8), interpretata da Teri Hatcher, doppiata da Francesca Fiorentini.
Susan, un'illustratrice insicura e maldestra, è madre di Julie (14 anni), figlia di Karl Mayer, da cui ha divorziato. Nella prima stagione incontra e s'innamora del nuovo vicino, Mike Delfino, che sposa nella terza stagione. Dall'unione dei due nasce M.J. Dopo un periodo di separazione, Susan e Mike si risposano all'inizio della sesta stagione. Nella settima stagione, Susan deve inizialmente affrontare i problemi economici, che la costringono ad affittare la sua casa a Paul Young e, in seguito, necessita di un trapianto di reni. Diventa molto amica di Paul Young e riesce a salvarlo dalla pazzia di Felicia Tilman, per poi rientrare in possesso della sua casa. Nell'ottava stagione si iscrive al corso di pittura del maestro Zeller, per togliersi il pensiero del cadavere, ma finisce per dipingere la scena del crimine. Per alleggerirsi la coscienza va a parlare con i parenti del defunto, ma è destinata a perdere il suo amato Mike che viene ucciso dallo strozzino di René. Si trasferisce con sua figlia Julie e la nipotina per dare modo alla figlia di completare gli studi.
- Lynette Scavo (stagioni 1-8), interpretata da Felicity Huffman, doppiata da Roberta Paladini.
Ex donna in carriera, moglie di Tom, Lynette è madre di quattro figli (Porter, Preston, Parker e Penny) e in attesa di un quinto nella sesta stagione, inizialmente due gemelli, ma purtroppo il primo scompare, e nasce solo una figlia, Paige. Durante la serie, torna più volte a lavorare, scambiandosi i ruoli col marito Tom. Nella terza stagione scopre di avere un linfoma, che sconfigge nella stagione successiva. Nella quinta resta incinta di due gemelli, uno dei quali muore prima della nascita. All'inizio della sesta stagione, Lynette nasconde la sua gravidanza a Carlos, per timore di essere licenziata. Una volta che Carlos e Gabrielle la scoprono, il primo la licenzia, mentre la seconda la ignora. Tuttavia, durante il disastro aereo, Lynette salva Celia, ottenendo così il perdono dei coniugi Solis e, contemporaneamente, perdendo uno dei gemelli che porta in grembo. Partorisce la piccola Paige nell'ultima puntata della sesta stagione. Durante la settima stagione, avvia una piccola attività con l'amica Renee Perry, e verso la fine della stagione, i problemi coniugali con Tom portano i due a separarsi per un certo periodo. Lynette verso la fine dell'ottava stagione, riesce a riconquistare Tom e si trasferiscono a New York, dove lei può dirigere l'azienda di Katherine.
- Bree Van de Kamp (stagioni 1-8), interpretata da Marcia Cross, doppiata da Franca D'Amato.
Bree, maniaca ossessiva-compulsiva della perfezione e della pulizia, nella prima stagione è moglie apparentemente perfetta di Rex Van De Kamp e madre di Andrew (17 anni) e Danielle (15 anni). Con la morte del marito, ha prima una relazione con il farmacista George Williams, che si scopre essere l'assassino di Rex, e successivamente col dentista Orson Hodge, che sposa nella terza stagione. Nella quinta stagione intraprende una relazione extraconiugale con l'avvocato divorzista Karl Mayer, che la stava aiutando a separarsi da Orson, diventato ossessivo nei suoi confronti. Con la morte di Karl, Bree decide di riconciliarsi col marito, costretto a vivere su una sedia a rotelle, in seguito all'incidente aereo, salvo poi divorziare nel finale della sesta stagione. Durante la settima stagione, Bree conosce Keith, un manovale molto più giovane di lei, con il quale inizia una relazione. Tuttavia, dopo aver scoperto che Keith ha un figlio (del quale egli stesso non era a conoscenza) la donna decide di lasciarlo per far sì che possa dedicarsi interamente alla sua famiglia, tornando ad essere nuovamente single. Nella parte finale della stagione, Bree conosce il detective Chuck Vance, un affascinante uomo incaricato di sorvegliare Felicia Tilman, che lascia nell'ottava stagione quando deve nascondere il segreto sul cadavere del patrigno di Gabrielle. Bree ricomincia a bere e sfiora il suicidio, poi si lascia andare alla promiscuità finché non incontra nuovamente Orson. I due tornano insieme, ma quando Bree scopre che Orson conosceva il loro segreto e ha tentato di separarla dalle sue amiche, lo lascia. Bree si ritrova a processo, accusata di omicidio, ma viene assolta perché Karen si prende la colpa dell'omicidio di Alejandro. La donna convola a nozze con il suo avvocato Trip e, trasferitasi con lui nel Kentucky, si candida nel Partito Repubblicano.
- Gabrielle Solis (stagioni 1-8), interpretata da Eva Longoria, doppiata da Ilaria Stagni.
Ex modella di carattere snob ed egocentrico, carriera interrotta dal suo matrimonio col ricco uomo d'affari Carlos Solis, nella prima stagione Gabrielle ha una relazione extraconiugale col giardiniere diciassettenne John Rowland. Successivamente si riconcilia con Carlos, di cui si innamora e sposa una seconda volta nella quarta stagione, dopo un periodo di separazione durante il quale Gabrielle ha frequentato e sposato il candidato sindaco Victior Lang. La quinta stagione la vede madre di Celia e Juanita, notevolmente imbruttita a causa dello stile di vita cambiato con la maternità e le disponibilità economiche inferiori, ma finalmente felice della sua vita familiare. Non appena scopre che Carlos potrebbe riacquistare la vista, Gabrielle decide di rimettersi in forma. Alla fine della quinta stagione, lei e Carlos diventano i tutori legali di Ana Solis, nipote di Carlos, molto simile alla zia nei modi di fare e nella superficialità. Nella sesta stagione, Ana e Gabrielle hanno diversi problemi, forse dovuti alla loro esagerata somiglianza caratteriale. Diventa molto amica di Angie Bolen, ed ha un ruolo decisivo nella risoluzione del mistero di stagione. Nella settima stagione, scopre che Juanita non è sua figlia biologica. Alla fine della stagione scopre che il suo patrigno non è morto, ma grazie alle sue amiche e a Carlos, la vicenda si conclude una volta per tutte. Nell'ottava stagione Gabrielle è costretta a farsi carico della famiglia, poiché Carlos si trova in clinica a disintossicarsi, e viene assunta a lavorare come personal shopper. Lei e Carlos si trasferiscono in California, dove Gabrielle diventa presentatrice televisiva.

### Comprimari
- Edie Britt (stagioni 1-5), interpretata da Nicollette Sheridan, doppiata da Claudia Razzi.
Donna indipendente e vendicativa, Edie è per molto tempo antagonista delle casalinghe per la sua reputazione di cacciatrice di uomini. Durante la serie, ha infatti relazioni con tre degli uomini di Wisteria Lane: Mike Delfino, Karl Mayer e Carlos Solis. Nella quinta stagione torna a vivere nel quartiere apparentemente cambiata, sposata con Dave Williams, che si scopre essere un pericoloso individuo e che causerà la morte di Edie. L'episodio successivo alla sua morte è dedicato al suo personaggio, che farà anche da narratore al posto di Mary Alice.
- Katherine Mayfair (stagioni 4-6, guest star stagione 8), interpretata da Dana Delany, doppiata da Roberta Greganti.
Nuova casalinga e oggetto del mistero della quarta stagione, Katherine è un personaggio speculare a quello di Bree, con cui presto entra in conflitto. È madre di Dylan e moglie di Adam, con cui si lascia alla fine della quarta stagione. Nella quinta intraprende una relazione con Mike Delfino, mentre questi si è allontanato da Susan. La sua ossessione per Mike la porta a un crollo psicologico quando questi la lascia per risposarsi con la ex moglie. Nella sesta stagione viene internata in un ospedale psichiatrico in preda ad erotomania, e una volta guarita torna nel quartiere e inizia una relazione saffica con l'ex spogliarellista Robin Gallagher, con la quale andrà via da Wisteria Lane per un periodo di tempo indeterminato. Ricompare nell'ottava stagione per proporre a Lynette un lavoro nella sua azienda multinazionale.
- Renee Perry (stagione 7-8), interpretata da Vanessa L. Williams, doppiata da Roberta Pellini.
Una vecchia compagna del college di Lynette, appena divorziata viene a vivere a Wisteria Lane.
- Mary Alice Young (stagioni 1-8), interpretata da Brenda Strong (subentrata a Sheryl Lee che aveva interpretato la parte nell'episodio pilota), doppiata da Emanuela Rossi.
Mary Alice si suicida nel primo episodio della serie e la sua morte diventa il mistero portante della prima stagione. In vita era il prototipo della casalinga qualunque: sposata con Paul Young e madre di Zach (14 anni), teneva la casa pulitissima e ordinata, moglie e madre solerte, amica fidata. L'attrice appare in numerosi flashback, ricordi e persino visioni, mentre la sua voce è quella della narratrice che apre e chiude la maggior parte degli episodi (alcune eccezioni saranno invece gli episodi in cui la voce narrante sarà quella di Rex Van De Kamp e Edie Britt).
- Mike Delfino (stagioni 1-8), interpretato da James Denton, doppiato da Fabrizio Pucci.
Implicato nel mistero della prima stagione, Mike è il nuovo idraulico di Wisteria Lane e vicino di Susan, che s'innamora di lui e che sposerà nella terza stagione e successivamente nel flashforward della quinta. Muore nell'ottava stagione assassinato dallo strozzino del compagno di Renee. È padre di Zach Young e di M.J.
- Carlos Solis (stagioni 1-8), interpretato da Ricardo Antonio Chavira, doppiato da Massimo Rossi.
Carlos è un ricco uomo d'affari marito di Gabrielle, uomo orgoglioso e passionale. Deciso ad avere un figlio, si scontra più volte con la moglie per questo motivo. Quando i due si lasciano, Carlos ha una relazione con Edie, che gli promette, mentendo, di essere disposta ad avere un figlio per lui. Nella quarta stagione, Carlos e Gabrielle tornano insieme in una relazione clandestina (lei tradisce infatti il marito Victor Lang) e successivamente si risposano, nonostante Carlos sia rimasto cieco a causa del tornado. Nella quinta stagione Carlos, grazie a un intervento chirurgico che gli ridona la vista, vede per la prima volta le sue due bambine, Celia e Juanita. Nella sesta stagione accoglie in casa sua la nipote Ana. Nella settima stagione uccide il patrigno di Gabrielle con un candelabro e nella successiva il senso di colpa lo fa sprofondare nell'alcolismo.
- Tom Scavo (ricorrente stagione 1, stagioni 2-8), interpretato da Doug Savant, doppiato da Roberto Draghetti.
Marito di Lynette. Prima pubblicitario, poi pizzaiolo. Al termine della prima stagione viene licenziato a causa della moglie e decide di badare ai quattro figli mentre la moglie lavora. Nella stagione seguente sua moglie gli rivela di averlo pedinato in uno dei suoi viaggi, scoprendo che l'uomo ha avuto un'altra figlia prima del matrimonio da una sua ex-compagna, Nora. La bambina, di nome Kayla, è undicenne al momento della scoperta da parte dei coniugi Scavo. Nella terza stagione, Kayla si trasferisce con loro dopo la morte della madre nella sparatoria al supermercato; tuttavia, dato che non riuscirà mai ad accettare la figura di Lynette, né a creare un rapporto con i fratelli, alla fine della quarta stagione Kayla andrà a vivere con i nonni materni. Nella quinta stagione, Tom formerà una band con Dave, il nuovo marito di Edie, Orson e Mike. Nella sesta stagione decide di riscriversi all'università per combattere la sua crisi di mezza età e imparare il cinese. Nella settima stagione si sente insoddisfatto del suo matrimonio e vuole separarsi da Lynette. Nell'ultima stagione si fidanza con il medico Jane, ma poi la lascia perché si rende conto di essere innamorato ancora di Lynette.
- Orson Hodge (ricorrente stagione 2, stagioni 3-6, guest stagioni 7 e 8), interpretato da Kyle MacLachlan, doppiato da Sandro Acerbo e da Antonio Sanna.
Oggetto del mistero della terza stagione, Orson è un dentista amico di Susan, che incontra Bree e se ne innamora. I due si sposano e Orson aiuta Bree a riconciliarsi col figlio Andrew, mentre nella quarta stagione è complice della donna nel mantenere nascosta la gravidanza di Danielle. Nella quinta stagione il matrimonio con Bree entra in crisi, poiché l'uomo si sente sempre più trascurato, arrivando a sviluppare segni di cleptomania. Nella sesta stagione, nonostante sia venuto a conoscenza della relazione della moglie con Karl Mayer, i due tornano insieme decisi ad amarsi ancora. Nel finale della sesta stagione Orson lascia Bree poiché la ritiene un'ipocrita. Orson farà un breve ritorno nella settima stagione, per poi rientrare nel corso dell'ottava e denunciare Bree perché lo ha respinto.
- Paul Young (stagioni 1-2 e 7, guest stagioni 3, 6 e 8), interpretato da Mark Moses, doppiato da Danilo De Girolamo.
Paul Young è il marito di Mary Alice, il suo vero nome è Todd Forest, lei e la moglie cambiarono identità per proteggere, Zack, il loro figlio adottivo. Quando scopre che Mary Alice si era tolta la vita a causa del biglietto minatorio di Martha Hubert, Paul la uccide. La sorella di Martha, Felicia Tilman, si finge morta e fa ricadere la colpa su Paul facendolo arrestare, ma dopo molti anni viene scagionato, per via del fatto che le autorità hanno ritrovato Felicia dopo che aveva infranto un limite di velocità. Nonostante l'astio con gli abitanti di Wisteria Lane, Susan lo aiuta a redimersi e, Paul, alla fine decide di consegnarsi alle autorità ammettendo di essere stato lui a uccidere Martha.

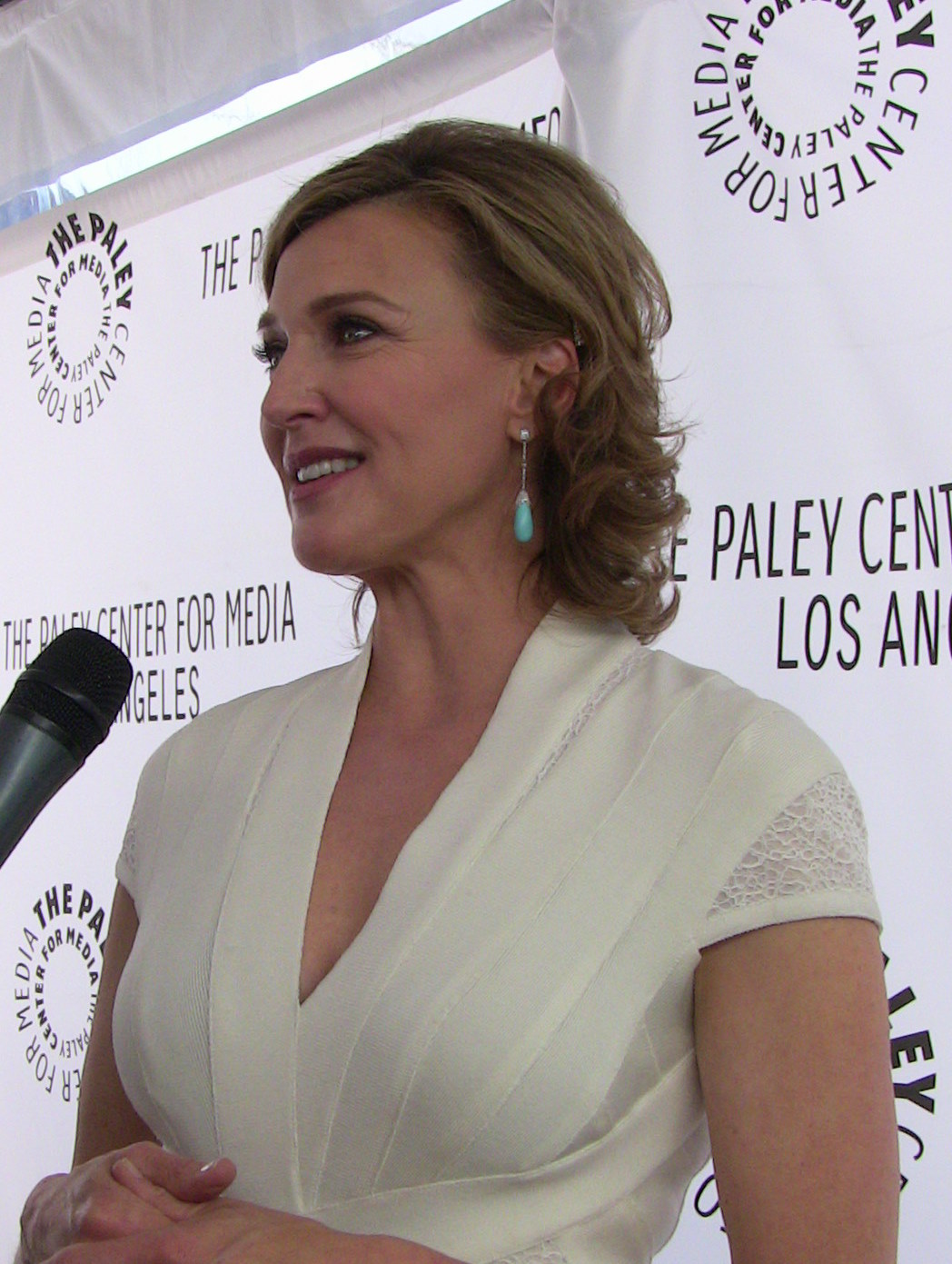
Brenda Strong interpreta Mary Alice Young
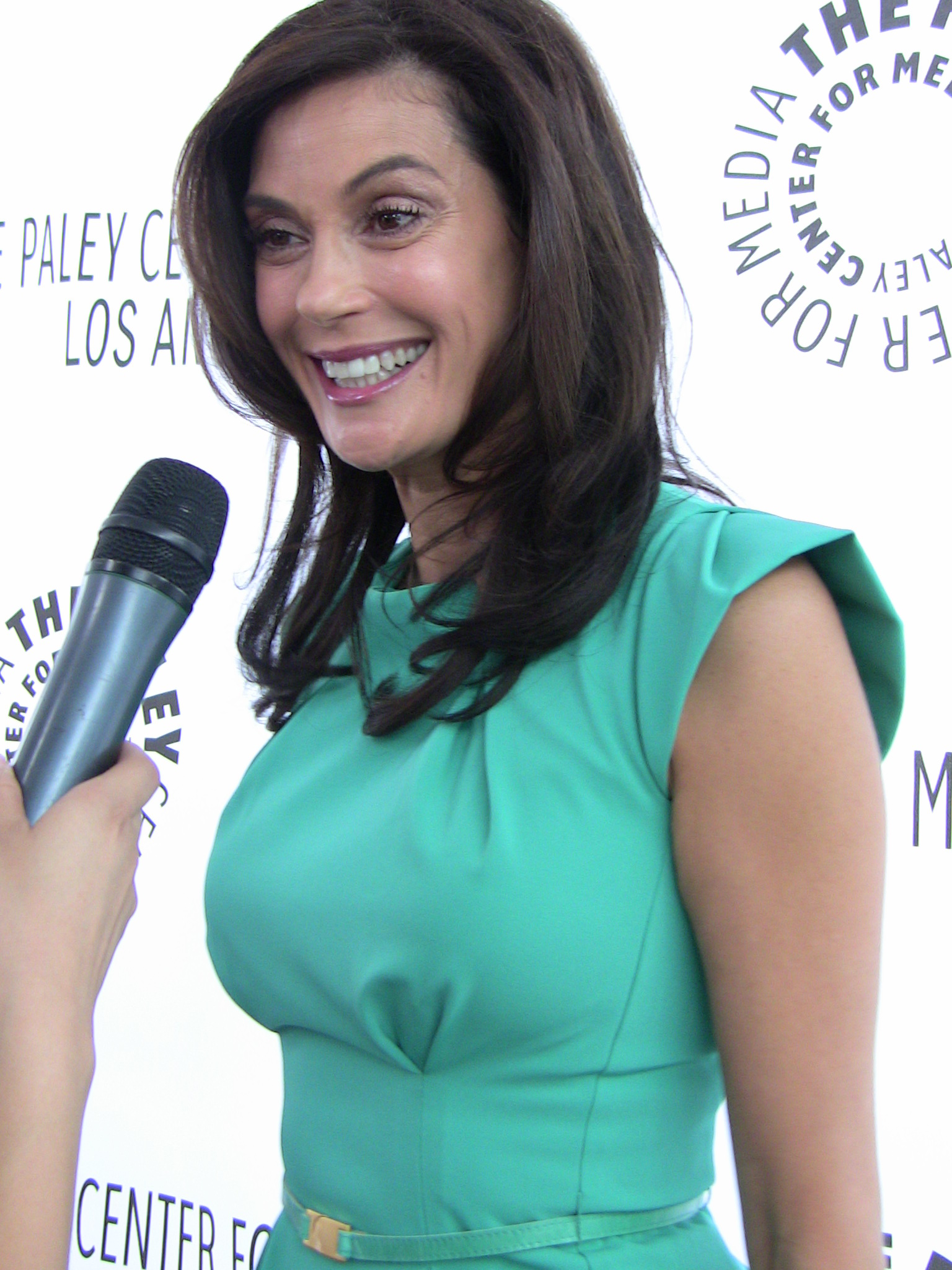
Teri Hatcher interpreta Susan Mayer
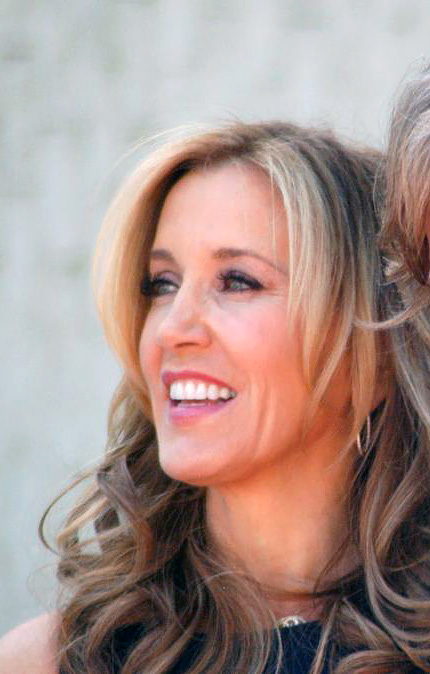
Felicity Huffman interpreta Lynette Scavo
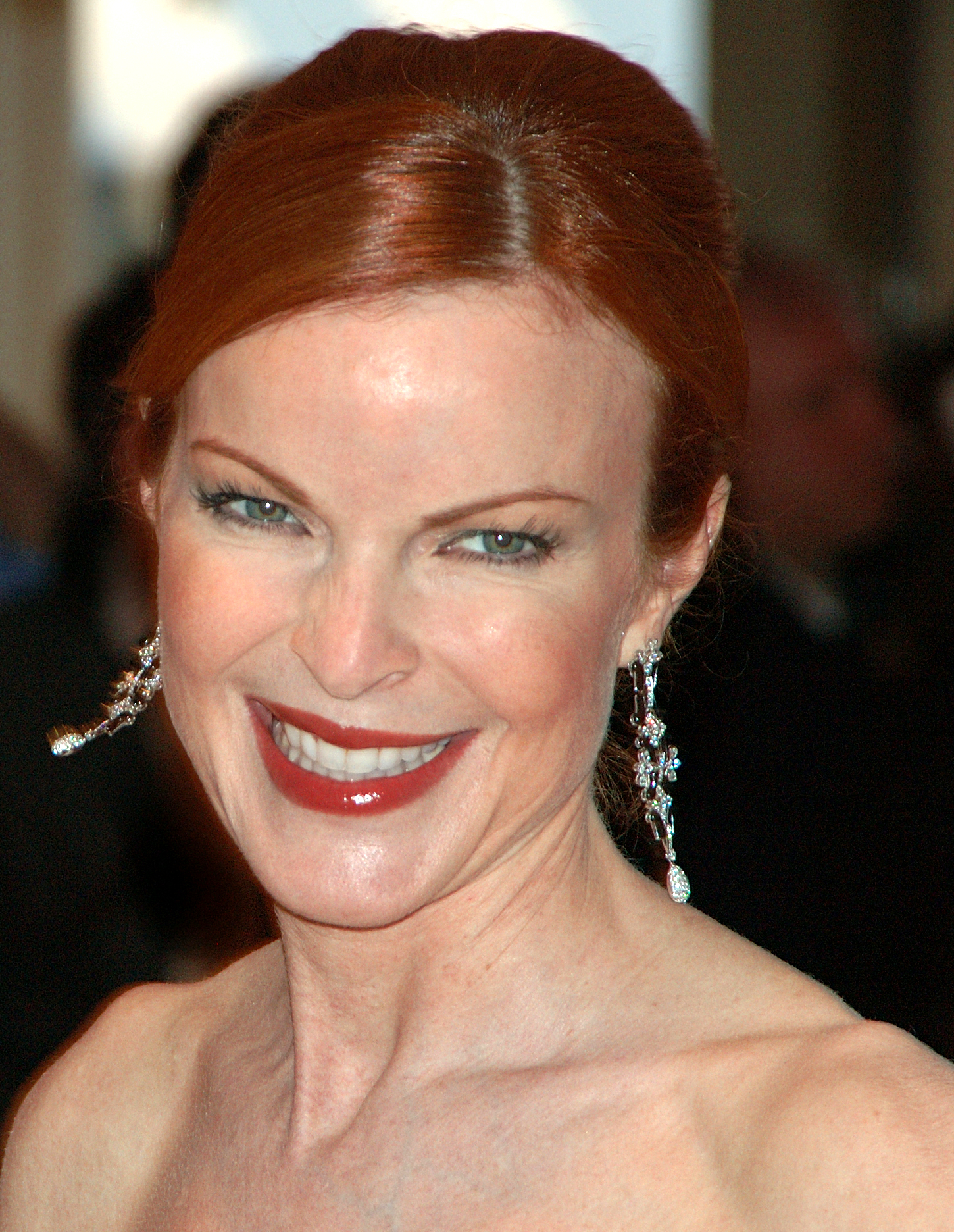
Marcia Cross interpreta Bree Van de Kamp
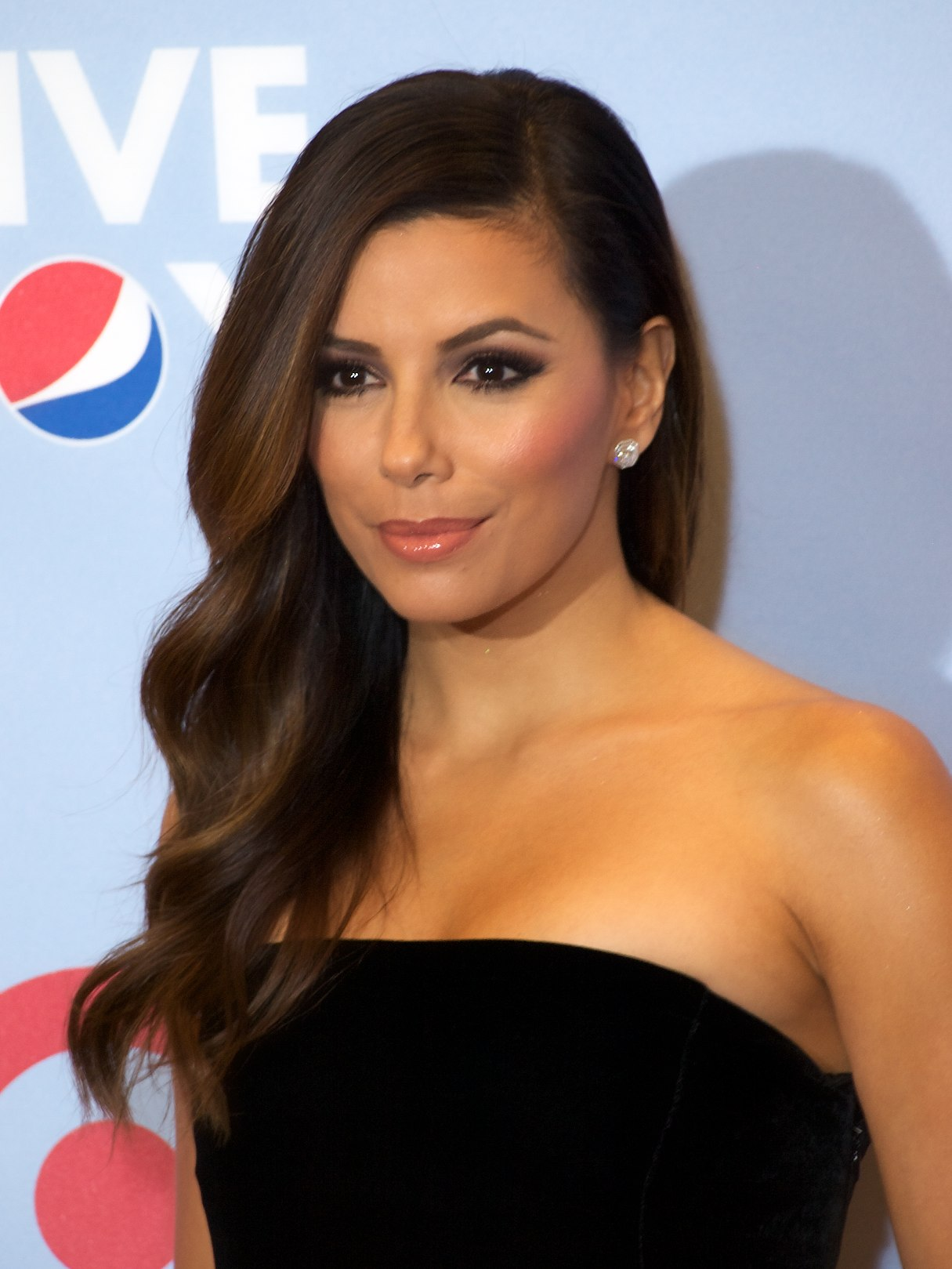
Eva Longoria interpreta Gabrielle Solis
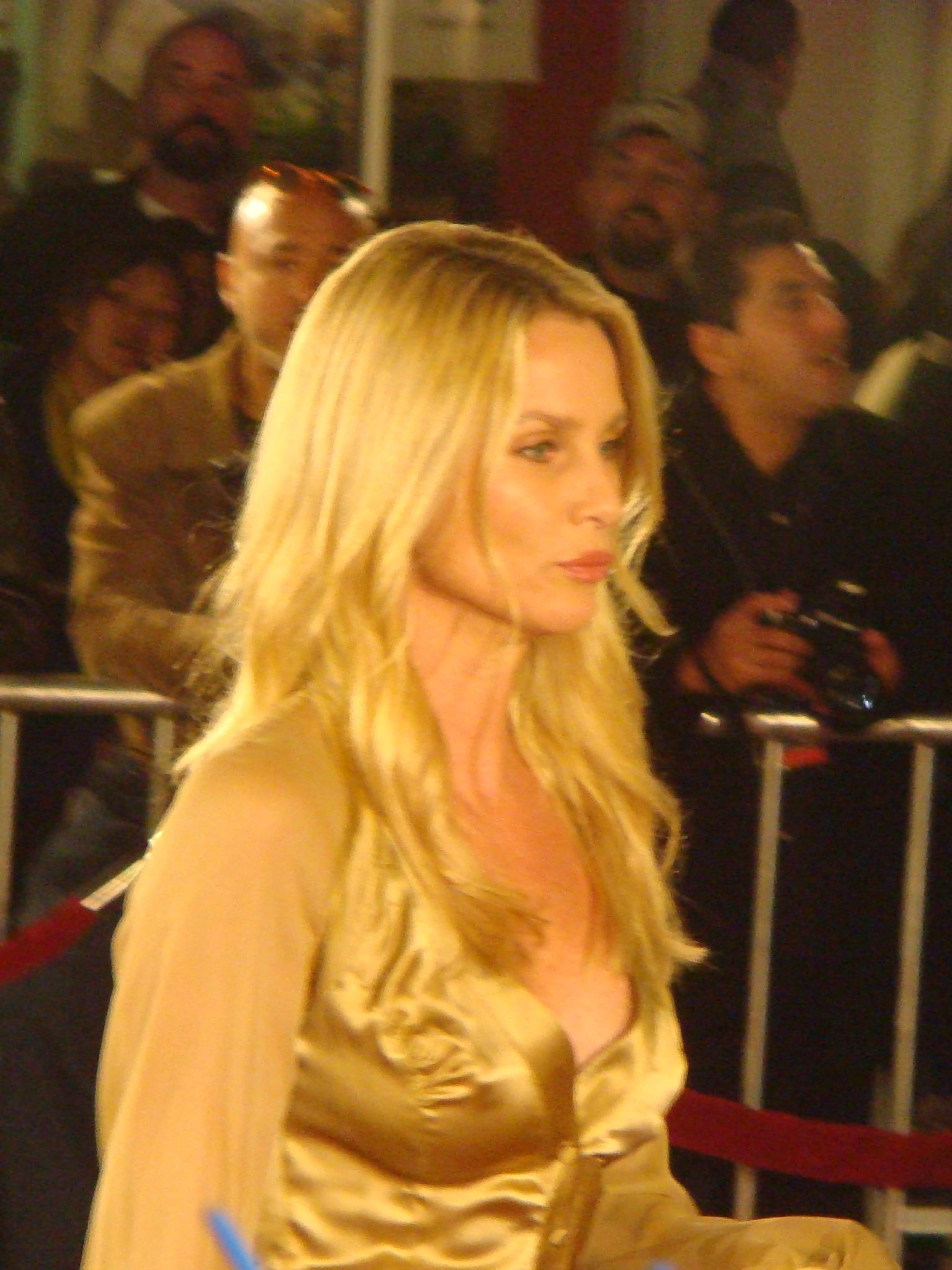
Nicollette Sheridan interpreta Edie Britt
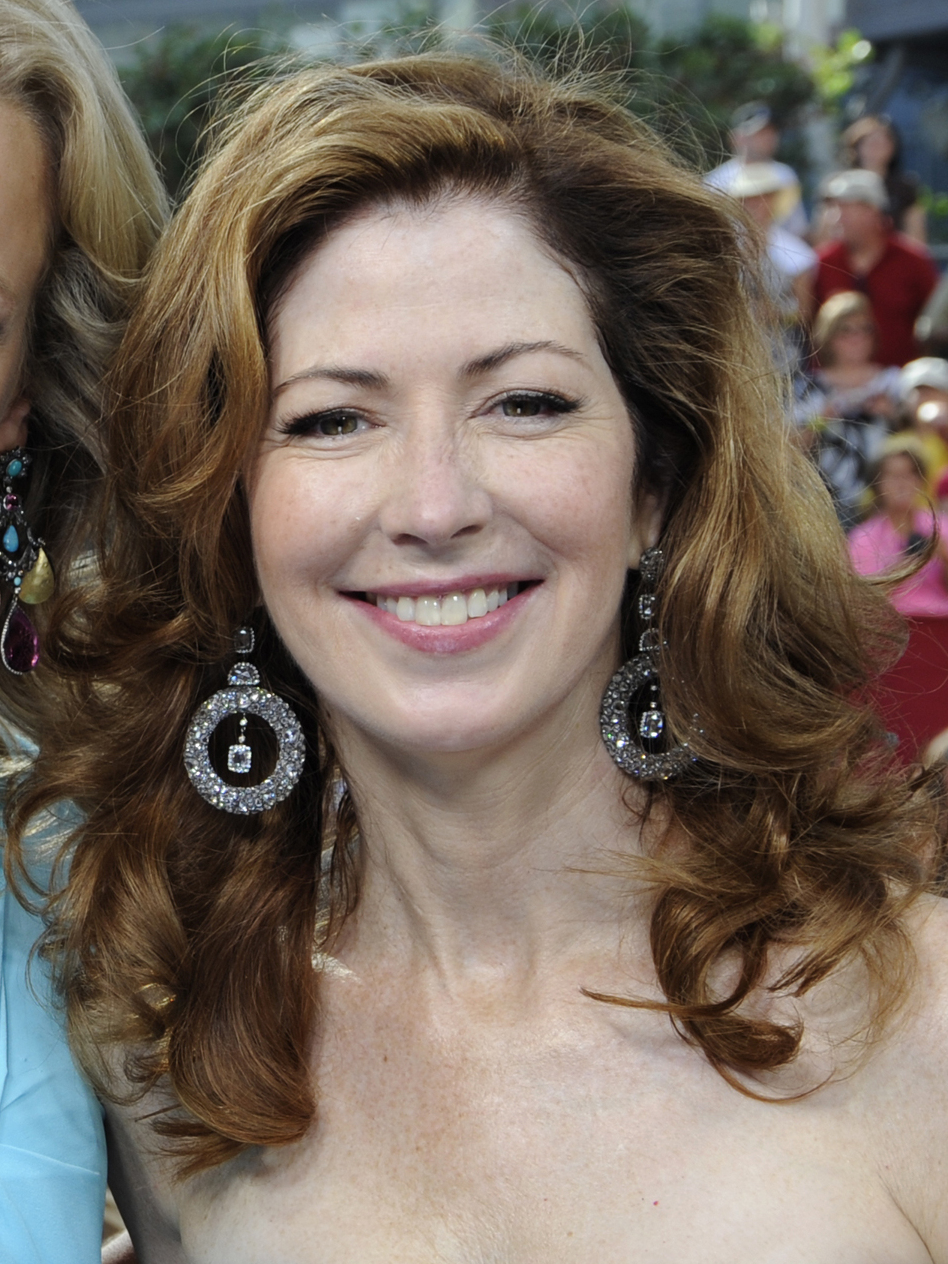
Dana Delany interpreta Katherine Mayfair
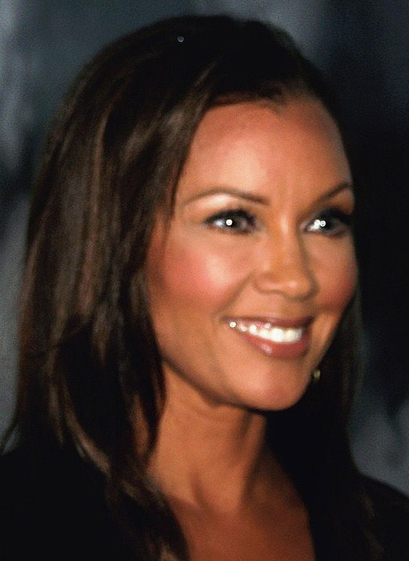
Vanessa L. Williams interpreta Renee Perry
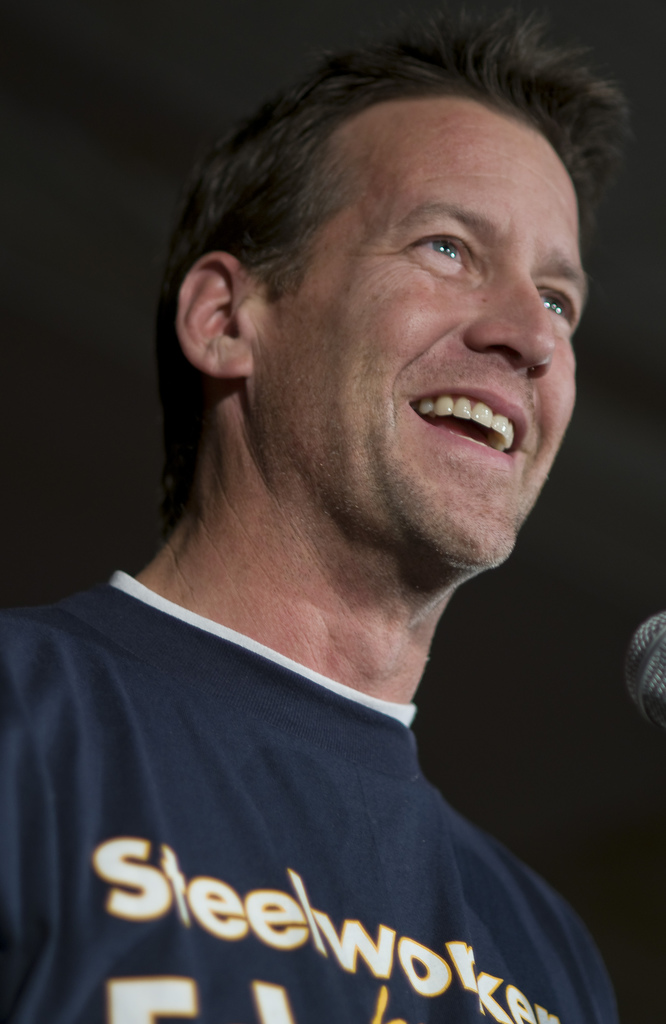
James Denton interpreta Mike Delfino
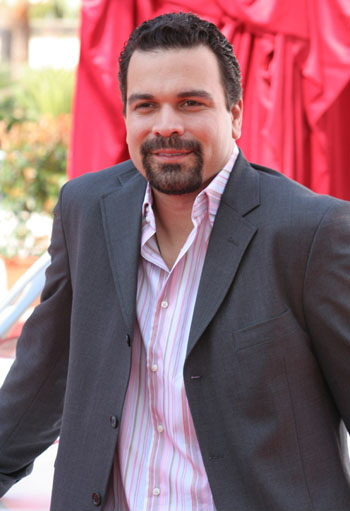
Ricardo Antonio Chavira interpreta Carlos Solis
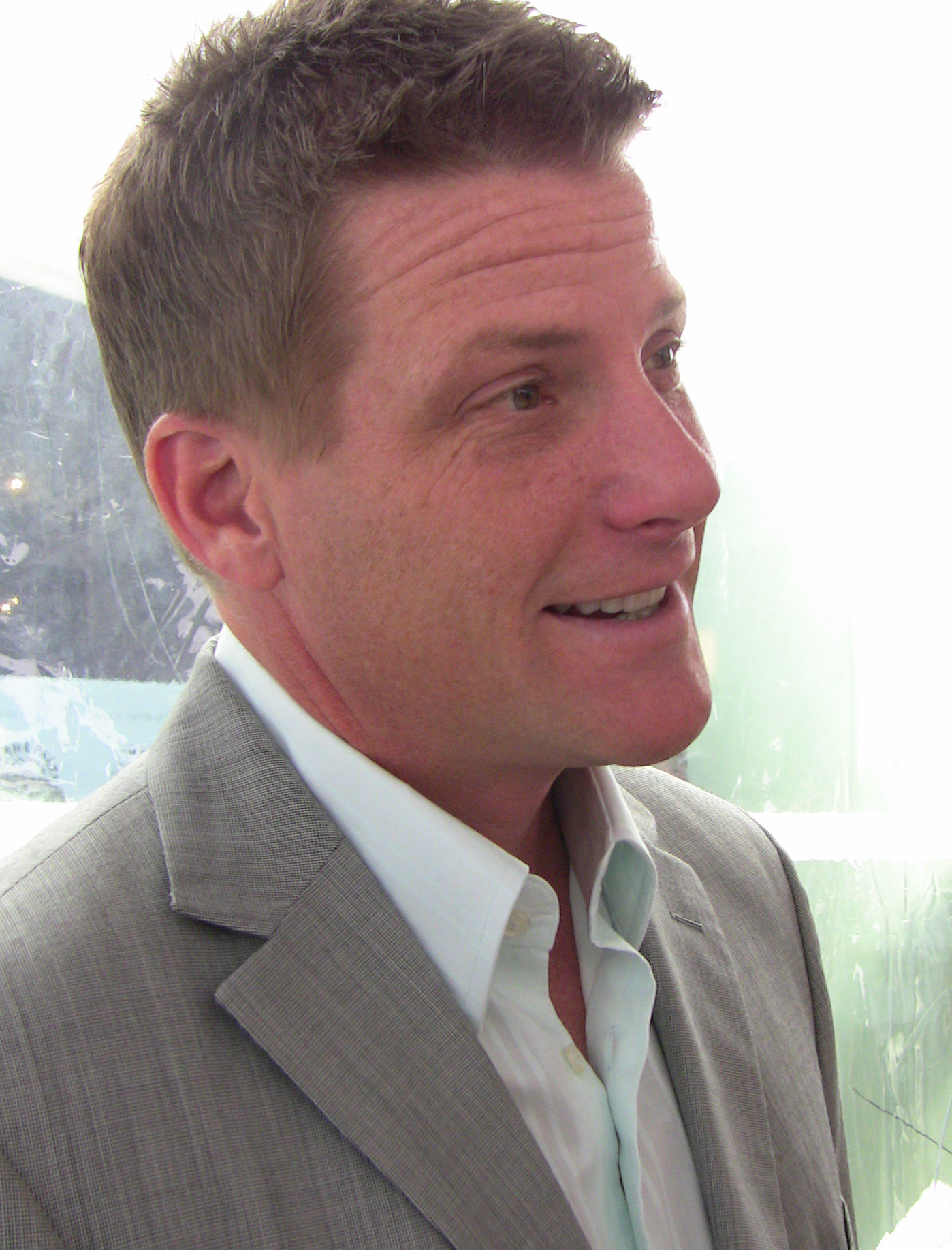
Doug Savant interpreta Tom Scavo
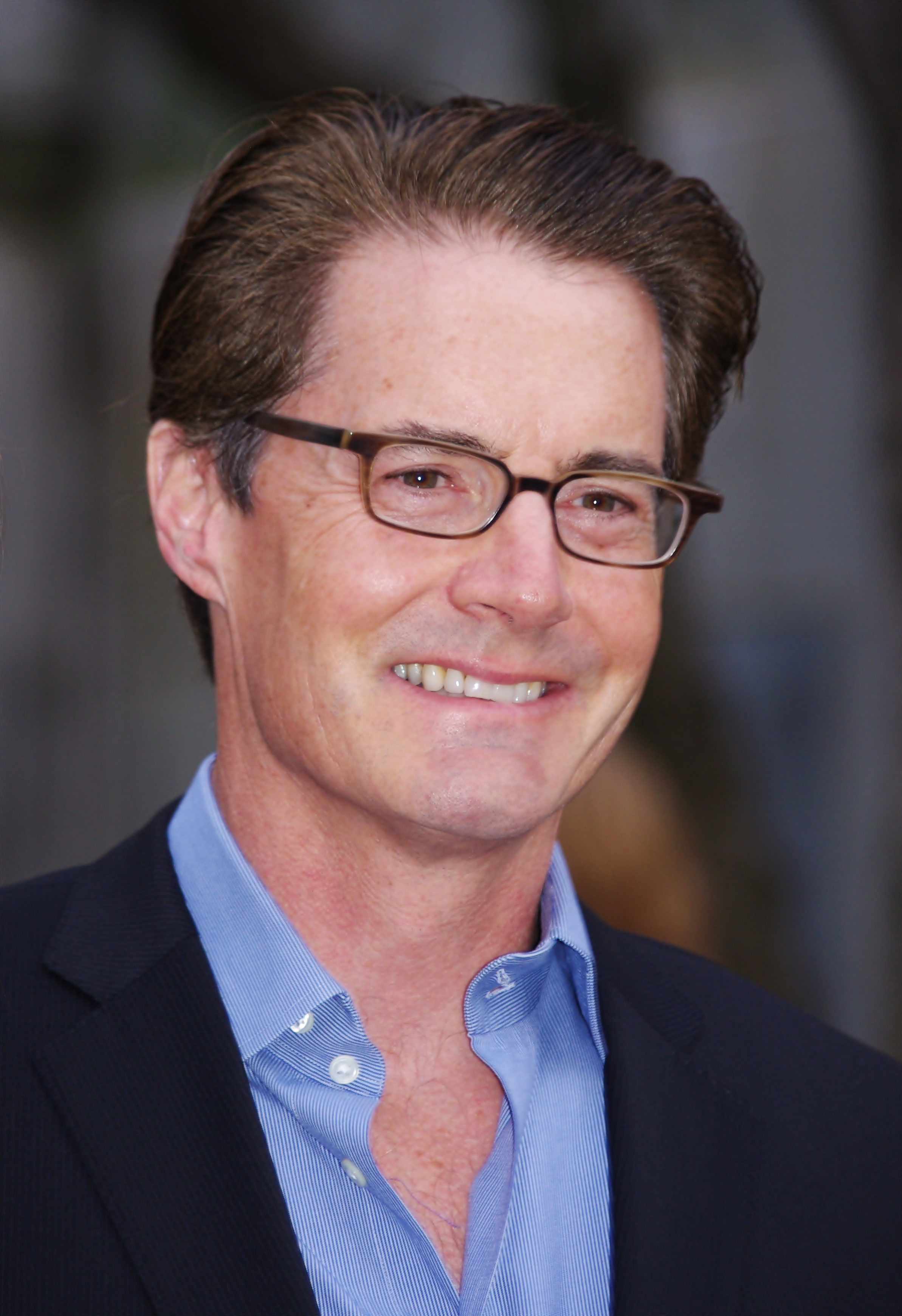
Kyle MacLachlan interpreta Orson Hodge
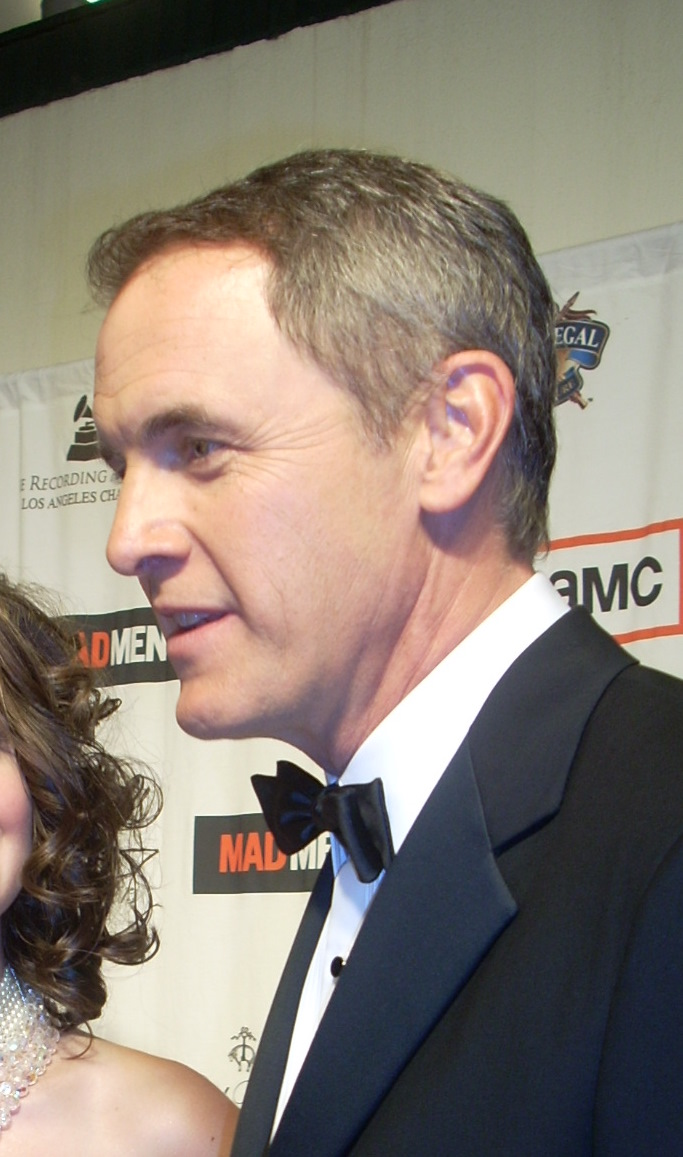
Mark Moses interpreta Paul Young

## Produzione
L'ottava stagione, andata in onda negli Stati Uniti d'America dal 25 settembre 2011 al 13 maggio 2012, è stata l'ultima prodotta. Dopo la fine della serie, il creatore Marc Cherry, insieme ad Eva Longoria, ha creato Devious Maids, dello stesso genere di Desperate Housewives, ma incentrata sul punto di vista delle domestiche.
La colonna sonora della serie è curata da Danny Elfman, Steve Jablonsky e Steve Bartek (solo i primi due episodi della prima stagione).

### Sigla d'apertura
La sigla d'apertura, ideata dal creatore della serie Marc Cherry con le musiche composte da Danny Elfman, riceve gli apprezzamenti di critica e pubblico e vince un Premio Emmy ed un Broadcast Music Incorporated Award. Dalla quarta serie è proposta solo la parte iniziale della sigla con la mela gigante con sopra il titolo seguita dall'immagine delle quattro attrici protagoniste. L'obiettivo della sequenza d'apertura è stato quello di comunicare lo spirito eccentrico dello show e giocare con il ruolo tradizionale della donna nella società. Essa si compone di un collage di famosi quadri e immagini che fanno riferimento al ruolo della donna nella storia e alla relazione con il sesso maschile (si inizia con la primordiale Eva e le principesse egizie, per giungere alla donna come moglie e casalinga). Nell'ordine le opere che compaiono sono:
- Adamo ed Eva, del pittore e incisore tedesco rinascimentale Lucas Cranach il Vecchio
- Una combinazione di tre dipinti dell'antico Egitto con la figura di Nefertari
- Ritratto dei coniugi Arnolfini, del pittore fiammingo Jan van Eyck
- American Gothic, dell'artista statunitense Grant Wood
- Il poster Am I proud, diffuso durante la seconda guerra mondiale che raffigura una donna che sorregge dei contenitori e delle conserve
- Campbell's Soup Cans, opera d'arte di Andy Warhol

## Distribuzione

### Home video
In Italia sono stati pubblicati otto cofanetti contenenti gli episodi della serie Desperate Housewives.
La prima stagione è contenuta nel cofanetto dal titolo Desperate Housewives - I segreti di Wisteria Lane pubblicato il 1º dicembre 2005. Il cofanetto contiene 6 DVD in cui sono presenti sia gli episodi che alcuni contenuti speciali tra cui il commento audio di Marc Cherry e le scene eliminate. Nel 2006, ad un anno esatto di distanza, la Buena Vista ha messo in vendita il secondo cofanetto dal titolo "Desperate Housewives - Edizione più gustosa" composto da sette DVD. Per la terza stagione si è dovuto attendere invece sino al 14 maggio 2008. Il cofanetto, denominato "Desperate Housewives - Edizione Panni Sporchi" è composto da sei DVD e contiene numerosi contenuti speciali. Il quarto cofanetto, sottotitolato "Edizione segreti provocanti" è stato distribuito a partire dal gennaio del 2009 ed è composto da cinque DVD. Il quinto cofanetto, contenente sette DVD e che risponde al nome di "Desperate Housewives - La passione prende fuoco", è stato prodotto da Touchstone e distribuito dalla Walt Disney Studios Home Entertainment nel corso del 2010. Nel settembre del 2011 è stato distribuito il sesto cofanetto denominato "Desperate Housewives - Misteriosi segreti". È prodotto dalla Touchstone e distribuito dalla Walt Disney Home Entertainment ed è composto da sei DVD. Nel giugno del 2012 è stato diffuso il cofanetto della settima stagione prodotto dalla Touchstone e distribuito dalla Walt Disney Home Entertainment ed è composto da sei DVD. L'ottava e ultima stagione è stata racchiusa in un cofanetto distribuito il 26 giugno 2013, prodotto dalla Touchstone e composto da sei DVD.

## Accoglienza
La serie ha ricevuto numerose nomination nel corso degli anni, ed è stato premiato da diverse associazioni.
Nella sua prima stagione, Desperate Housewives è stato candidato per cinque Golden Globe, incluso quello per la miglior serie commedia o musicale. Quell'anno tre membri del cast, Marcia Cross, Felicity Huffman e Teri Hatcher, sono stati nominati per la migliore interpretazione femminile nelle serie televisive musicali o commedie. È stata Teri Hatcher a vincere nella categoria. L'anno seguente sono state nominate nella medesima categoria tutte le quattro attrici principali: Teri Hatcher, Marcia Cross, Felicity Huffman e Eva Longoria. Nessuna di loro è riuscita a vincere. Il 14 luglio 2005, il serial è stato candidato a quindici Emmy. Tra le candidature: Miglior serie comica e Migliore attrice protagonista in una serie comica per Teri Hatcher, Marcia Cross, e Felicity Huffman. Quest'ultima ha vinto il premio il 18 settembre 2005.
Negli otto anni di messa in onda la serie ha vinto: 1 American Film Institute Award, 1 ALMA Award, 1 Art Directors Guild Award, 3 BMI Film & TV Awards, 1 Bambi Award, 1 Banff Television Festival Award, 1 Casting Society of America Award, 1 GLAAD Media Awards, 3 Golden Globe, 2 Image Awards, 7 Monte-Carlo TV Festival Awards, 1 New York International Film and TV Festival Award, 1 People's Choice Awards, 7 Emmy Awards, 3 Prism Awards, 4 Satellite Award, 4 Screen Actors Guild Awards, 5 Teen Choice Award, 1 TV Land Award, 1 Young Artist Award.

### Critica
La serie riceve un'ottima accoglienza ottenendo alte votazioni sui principali siti di recensioni: su Movieplayer.it registra una valutazione di 76/100, su Metacritic la prima stagione riceve un voto di 80/100 da parte dei critici e di 8.9/10 da parte del pubblico, su IMDb l'episodio pilota riceve un voto di 8.3/10, l'episodio finale 8.2/10 e l'intera serie 7.2/10.
La prima stagione riceve critiche entusiastiche sia negli Stati Uniti che in Italia, vince diversi premi ed ottiene il consenso di critici e opinionisti su vari quotidiani nazionali e magazine sia italiani che statunitensi: il New York Post afferma "La recitazione è ai massimi livelli, la suspense pure" mentre per Variety si tratta di "un matrimonio riuscito tra la dark-comedy e la soap opera". In Italia riceve i consensi di Carlo Freccero su il Giornale, di Aldo Grasso sul Corriere della Sera, di Guia Soncini su Il Foglio, di Isabella Angius su Il Riformista e di Stefania Carini su Telefilm Magazine.
La seconda stagione vede un calo di consensi di critici ma non di pubblico, attribuibile al minor coinvolgimento del creatore della serie nella produzione.
La terza e la quarta stagione ottengono critiche positive: nello specifico, la quarta stagione è considerata da alcuni critici la migliore dopo la prima, con particolari elogi alla sceneggiatura, all'introduzione del personaggio di Katherine Mayfair e alla recitazione di Dana Delany.
In seguito la serie, con il trascorrere degli anni, viene accusata di non aver saputo mantenere gli alti standard qualitativi imposti con le prime stagioni e gli ascolti elevati delle prime stagioni vanno gradualmente calando (pur rimanendo la serie una delle più viste del network).

### Ascolti

#### Stati Uniti
La serie ottiene ascolti molto alti, soprattutto nella prima e nella seconda stagione in cui si registrano rispettivamente 23,70 e 21,70 milioni di telespettatori in media. In particolare, l'episodio finale della prima stagione segna un record con quasi 31 milioni di spettatori. L'episodio pilota, trasmesso per la prima volta negli Stati Uniti il 3 ottobre 2004 su ABC Television, ha permesso alla rete di superare il record personale di audience, ottenuto 11 anni prima, per la prima puntata di un serial. Nella terza stagione la serie subisce un leggero calo ma nella quarta stagione, grazie all'arrivo di Katherine Mayfair a Wisteria Lane e all'episodio tornado, vede una crescita degli ascolti, con un picco superiore ai 20 milioni di spettatori ed una media di 17,90 milioni per episodio. Pur non mantenendo gli alti ascolti delle prime stagioni e subendo un calo graduale, in seguito la serie mantiene buoni ascolti e si riconferma una delle serie più seguite del network insieme a Grey's Anatomy. L'ultima stagione oscilla tra valori compresi tra gli 8 e 10 milioni di spettatori per episodio con il finale della serie a oltre 11 milioni che segna una crescita del 20% rispetto all'episodio precedente.

#### Italia
Anche in Italia la serie, nonostante sia già andata in onda sul satellite, riceve una buona accoglienza con ascolti elevati su Rai 2, soprattutto nelle prime stagioni con picchi del 15% e 17% di share nei primi episodi. Successivamente si registrano 3 milioni di spettatori e l'11% di share; in seguito ad un calo di spettatori al di sotto dei 2 milioni e il 5% di share alla settima stagione la serie viene quindi spostata su Rai 3 e Rai 4.. Infatti in Italia la serie ha debuttato prima su Fox Life, canale tematico di SKY Italia, il 13 febbraio 2005. Solo a partire dal 12 settembre 2005 è stata proposta in chiaro da Rai 2, con il titolo Desperate Housewives - I segreti di Wisteria Lane. La trasmissione in chiaro è poi stata spostata su Rai 3 a partire dal 14 aprile 2011. Le ultime due stagioni sono approdate in chiaro su Rai 4, la settima dall'8 settembre 2012 e l'ottava dal novembre del 2012. Sempre nel 2012 la serie comincia ad essere replicata anche sul canale Mya di Mediaset Premium e su Rai 4 dalla prima stagione. Nel 2014 vengono trasmesse le repliche la mattina su Rai 2. Dal 29 aprile 2024, a seguito del restyling della rete La7d, Desperate Housewives viene mandato in onda tutti i giorni dal lunedì al venerdì con tre episodi dalle 14.30 alle 17.30 partendo dalla prima stagione.

#### Trasmissione internazionale
Nel 2007 la serie statunitense è in onda in 153 paesi in tutto il mondo.
Su Channel 4, in Gran Bretagna, il 5 gennaio 2005 lo show ha raggiunto il più alto share di ascolti per una serie americana (24% con picco del 28%). Il numero di spettatori - 4,6 milioni con punte di 4,8 - è stato il più alto degli ultimi 10 anni per l'esordio di una serie americana. La prima puntata sul canale australiano Seven Network il 31 gennaio 2005 è stata la più vista tra le prime puntate di una nuova serie nella storia della tv in quel paese. Il debutto su Channel 5 a Singapore il 24 gennaio ha ottenuto l'ascolto più alto per una serie straniera degli ultimi 4 anni. In Norvegia la prima puntata in onda l'11 gennaio su TV2 ha ottenuto un ascolto strabiliante del 42% ed è divenuto il debutto più seguito nella storia del canale per una serie straniera. In Germania esordisce il 12 aprile 2005 con successo su ProSieben e guadagna la prima posizione nella sua fascia oraria, con il 19,6% di share. In America Latina, la maratona di 6 ore di Desperate Housewives sulla televisione della Sony Entertainment il 12 febbraio, ha vinto ogni competizione.

## Altri media
- La Halifax ha distribuito nel novembre 2006 il primo gioco ufficiale basato sulla serie Desperate Housewives intitolato Desperate Housewives: il videogioco. La trama è incentrata sull'arrivo di una nuova casalinga (interpretata dal giocatore) che attraverso 12 livelli ("episodi") e superando complicate situazioni, verrà a conoscenza di un terribile segreto sul proprio passato. Anche il gioco è ambientato a Wisteria Lane, dove si svolgono le vicende della serie tv. Nel videogioco è possibile interagire con tutti i personaggi principali della serie come Susan, Bree, Lynette, Gabrielle ed Edie più altri personaggi come Julie (la figlia di Susan), Andrew e Danielle (i figli di Bree) e Porter e Preston (i gemelli degli Scavo). Nel febbraio 2007 è stata distribuita una versione del videogioco per telefoni cellulari.

## Riconoscimenti (parziale)
- Golden Globe[44]
  - 2005 - miglior serie commedia o musicale
  - 2005 - miglior attrice in una serie commedia o musicale a Teri Hatcher
  - 2005: Nomination - miglior attrice non protagonista in una serie a Nicollette Sheridan
  - 2006 - miglior serie commedia o musicale
  - 2006 - Candidatura alla miglior attrice in una serie commedia o musicale a Teri Hatcher, Marcia Cross, Eva Longoria e Felicity Huffman
  - 2007 - Candidatura alla miglior serie commedia o musicale
  - 2007 - Candidatura alla miglior attrice in una serie commedia o musicale a Marcia Cross e Felicity Huffman